# Бабалаво

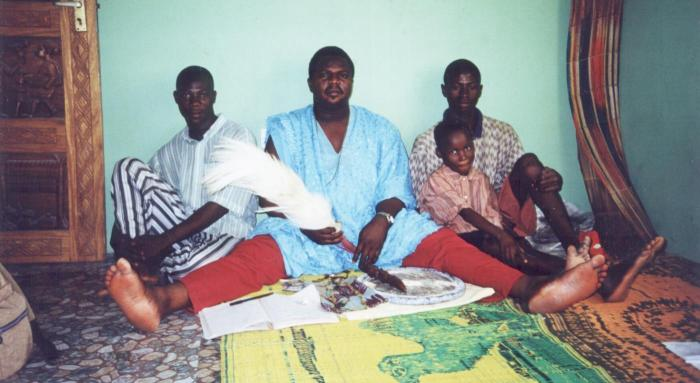
Бабалаво

Бабалаво (чоловік) та Ійяоніфа (жінка) — священики Іфа́ (Жерці Орунміла).
Бабалаво часто називають Awo Baba або Awo — батько таємниць, Ійяоніфа — Iya — мати. Володіють досконало оракулами Іфа. Система пророцтв Іфа складається з 256 Оду (енергетичних матриць) і численних віршів, які Аво вчаться запам'ятовувати й інтерпретувати.
Крім цього, традиційно Бабалаво володіють професійними знаннями в інших областях. Деякі з них знахарі, інші спеціалізуються на виявленні проблем, створених Ajogun (Демонами). Бабалаво навчають визначенню проблем та вирішенню цих проблем за допомогою духовних і відповідних земних заходів. Їх головне призначення — допомагати людям, розуміти і усвідомлювати життя і знаходити себе в житті до тих пір, поки духовна мудрість не стане частиною їхнього життя. Аво повинен допомагати людям, удосконалювати дисципліну і характер, які підтримують духовне зростання. Це досягається шляхом визначення духовної долі людини або Орі (свідомості) і створення духовного плану, який підтримує і допомагає прожити цю долю. Оскільки духовний розвиток інших — це головна мета Аво, вони повинні присвятити себе глибокому розумінню життя і бути гідними прикладами іншим. Ті Аво, поведінка яких не відповідає високим моральним стандартам, позбавляються поваги і шани його або її громади, і судяться більш суворо, ніж інші. Деякі Аво ініціюються як початківці, інші ж, як старші. Навчання в процесі присвячення Іфа в середньому триватиме десять років, перш ніж жерці визнаються справжніми Бабалаво.